# Meredith Russo
Meredith Russo (nacida alrededor de 1986/1987) es una autora estadounidense para adultos jóvenes de Chattanooga, Tennessee. 

## Vida personal
Russo es una mujer transgénero que hizo la transición a fines de 2013. Su primera novela para adultos jóvenes If I Was Your Girl es el primer libro para adultos jóvenes distribuido de gran difusión escrito por una mujer transgénero. Fue inspirado por los acontecimientos de la vida de Russo. Ella quería escribir un libro sobre un personaje transgénero con un final feliz. Además de sus esfuerzos literarios, ejerce una enérgica campaña por la conciencia y la desestigmatización del VIH.

## Carrera
La primera novela para adultos jóvenes de Russo, If I Was Your Girl, publicada en 2016 por Flatiron Books. If I Was Your Girl trata sobre una chica trans que va a una escuela nueva y se enamora de un niño. If I Was Your Girl ganó el premio Stonewall Book Award en la categoría de jóvenes adultos en 2017 y el premio Walter Dean Myers para literatura infantil destacada también en 2017. Además, recibió una reseña destacada de Kirkus Reviews, Publishers Weekly y Booklist.
Su siguiente novela para adultos jóvenes, Birthday, fue publicada por Flatiron Books en 2019 y es una continuación de su premiado debut If I Was Your Girl, sobre dos adolescentes cuyas vidas se cruzan a partir de sus 13º cumpleaños.
Russo también contribuyó con varios cuentos y ensayos en antologías publicadas por Houghton Mifflin Harcourt, Vintage y Algonquin.

### Novelas

#### Adulto joven
- Si yo fuera tu chica (Flatiron, 2016)
- Cumpleaños (Flatiron, 2019)

### Cuentos y ensayos
- Radical Hope: Letters of Love and Dissent in Dangerous Times, editado por Carolina Ee Robertis (Vintage, 2017)
- (Don't) Call me Crazy, editado por Kelly Jensen (Algonquin Books, 2018)
- Meet Cute: Some People Destined to Meet, editado por Jennifer L. Armentrout (HMH, 2018)

## Premios

### Concedidos

#### 2017
- Premio Stonewall Book para la categoría de jóvenes adultos por If I Was Your Girl (Flatiron, 2016)
- Premio Walter Dean Myers para literatura infantil destacada por If I Was Your Girl (Flatiron, 2016)

### Nominaciones

#### 2017
- Nominado al Premio County Teen Book de Milwaukee por If I Was Your Girl (Flatiron, 2016)